# Гай Веттій Грат
Гай Веттій Грат (лат. Gaius Vettius Gratus; ? — після 280) — державний діяч часів Римської імперії.

## Життєпис
Походив з патриціанського роду Веттіїв. Був сином Веттія Грата, консула 250 року або Гая Веттія Грата Аттіка Сабініана, консула 242 року.
Про його кар'єру нічого невідомо, проте напевне пройшов усі сходинки від коректора (намісника) якоїсь області Італії до консуляра (став сенатором) або претора, оскільки консульство, яке Веттій Грат отримав у 280 році разом з Валерієм Мессалою було завершенням кар'єри. Подальша доля невідома.

## Родина
Дружина — Коссінія, донька Коссінія Руфіна, проконсула Азії у 270 році.
Діти:
- Гай Веттій Коссіній Руфін, консул 316 року